# 桑革菌属
桑革菌属（学名：Licentia）是多孔菌科下的一个属。现接受名为齿脉菌属（Lopharia Kalchbr. & MacOwan）。

## 下属物种
本属包括以下物种：
- 白刺桑革菌 Licentia yaochanica